# John Parkinson (médecin)
Pour les articles homonymes, voir Parkinson.
John Parkinson est un cardiologue britannique, né le 10 février 1885 à Thornton-le-Fylde et décédé en 1976, ayant participé à la découverte du syndrome de Wolff-Parkinson-White.